# 四川鹿蹄草
四川鹿蹄草（学名：Pyrola szechuanica）为鹿蹄草科鹿蹄草属下的一个种。

## 扩展阅读
- 維基物種上的相關：四川鹿蹄草